# Boris Spiridonowitsch Stomonjakow

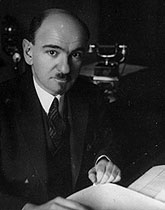
Boris Stomonjakow

Boris Spiridonowitsch Stomonjakow (russisch Борис Спиридонович Стомоняков; * Juni 1882 in Odessa; † 16. Oktober 1940 in Moskau) war ein sowjetischer Diplomat bulgarischer Herkunft.
Stomonjakow war 1921 bis 1924 Direktor der sowjetischen Handelsdelegation in Berlin, 1925 Mitglied des Kollegiums des Volkskommissariats für auswärtige Angelegenheiten. 1926 wurde er stellvertretender Volkskommissar für Außenhandel, 1927 Direktor der Abteilung Polen und Baltische Staaten. 1927 bis 1937 arbeitete er als stellvertretender Volkskommissar bzw. Mitglied im Volkskommissariat für auswärtige Angelegenheiten. 1928 war er bevollmächtigter Delegierter für deutsch-sowjetische Wirtschaftsverhandlungen.
Ende 1938 wurde Boris Stomonjakow im Zuge der Stalinschen Säuberungen verhaftet, 1940 zum Tode verurteilt und erschossen.
| Personendaten    | Personendaten                                                    |
| ---------------- | ---------------------------------------------------------------- |
| NAME             | Stomonjakow, Boris Spiridonowitsch                               |
| ALTERNATIVNAMEN  | Стомоняков, Борис Спиридонович; Stomonjakov, Boris Spiridonovich |
| KURZBESCHREIBUNG | sowjetischer Diplomat bulgarischer Herkunft                      |
| GEBURTSDATUM     | Juni 1882                                                        |
| GEBURTSORT       | Odessa                                                           |
| STERBEDATUM      | 16. Oktober 1940                                                 |
| STERBEORT        | Moskau                                                           |